# Église Saint-Rémy de Marolles-les-Braults
Pour les articles homonymes, voir Église Saint-Rémi.
L'église Saint-Rémy est un édifice religieux catholique sis à Marolles-les-Braults, en France.

## Localisation
L'église est située dans le nord du département français de la Sarthe dans le centre du bourg de Marolles-les-Braults.

## Historique

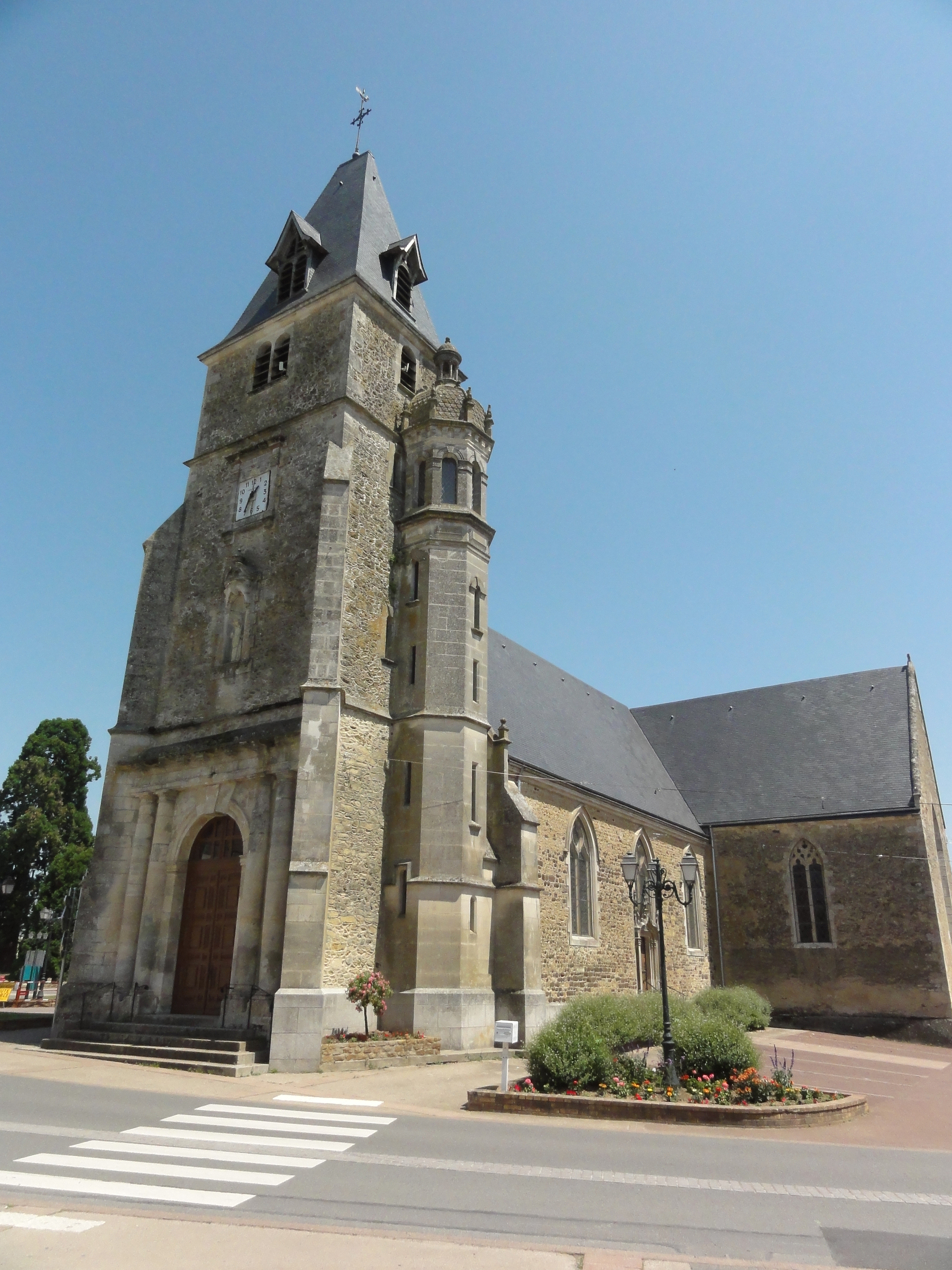
L'église, extérieur
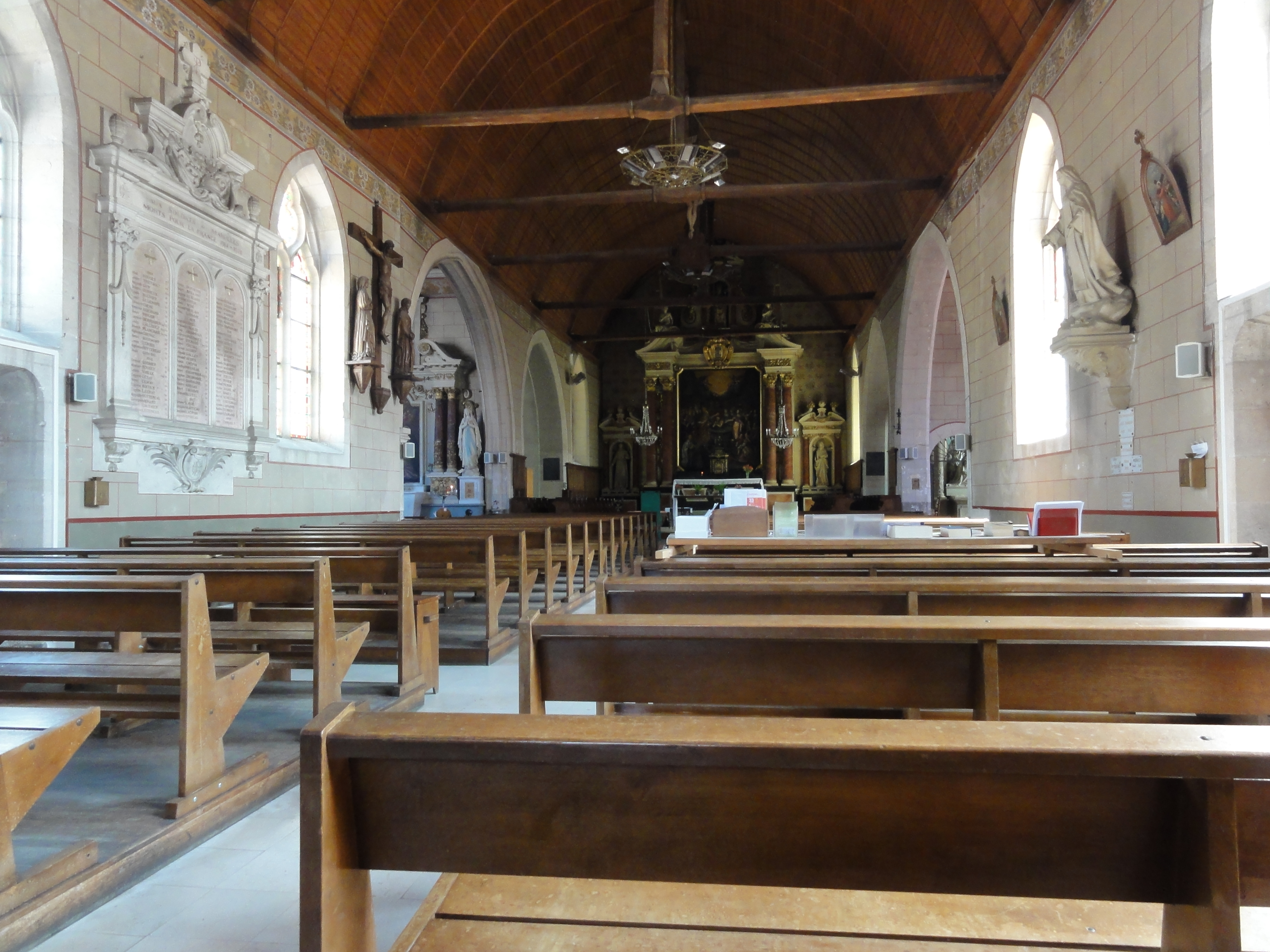
L'église, intérieur.

## Mobilier

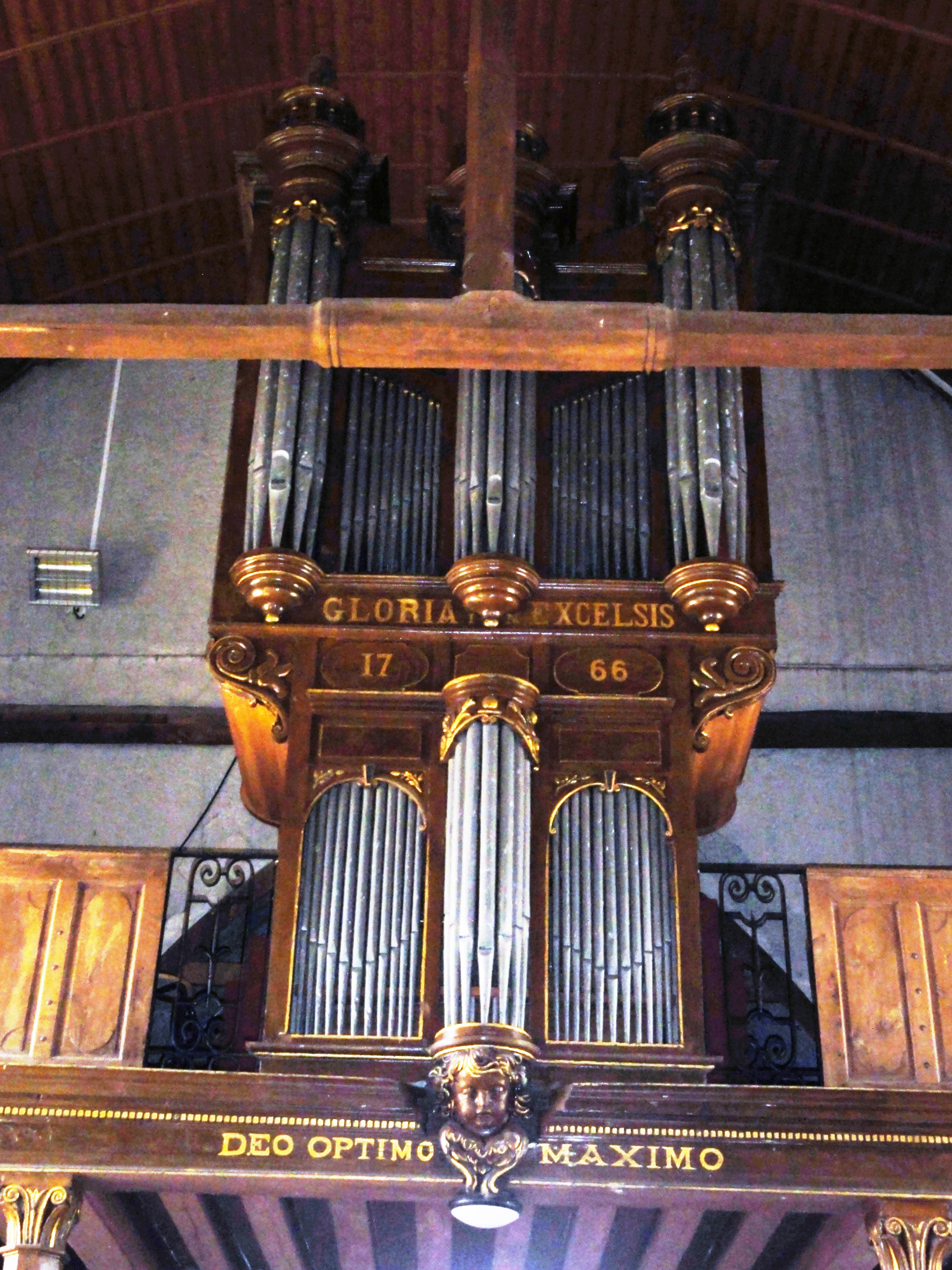
Le buffet d'orgue

L'église abrite plusieurs objets protégés au titre des monuments historiques : l'orgue de tribune datant de 1766,, le retable du maître-autel et le tableau de ce retable Le Baptême de Clovis, le retable de la mise au tombeau  et le groupe représentant la mise au tombeau sculpté par Charles Hoyau et datant de 1635, les deux retables des chapelles nord et sud, la clôture des fonts baptismaux et un calvaire représentant saint Jean l'Evangéliste, la Vierge et le Christ en croix.

### Retables

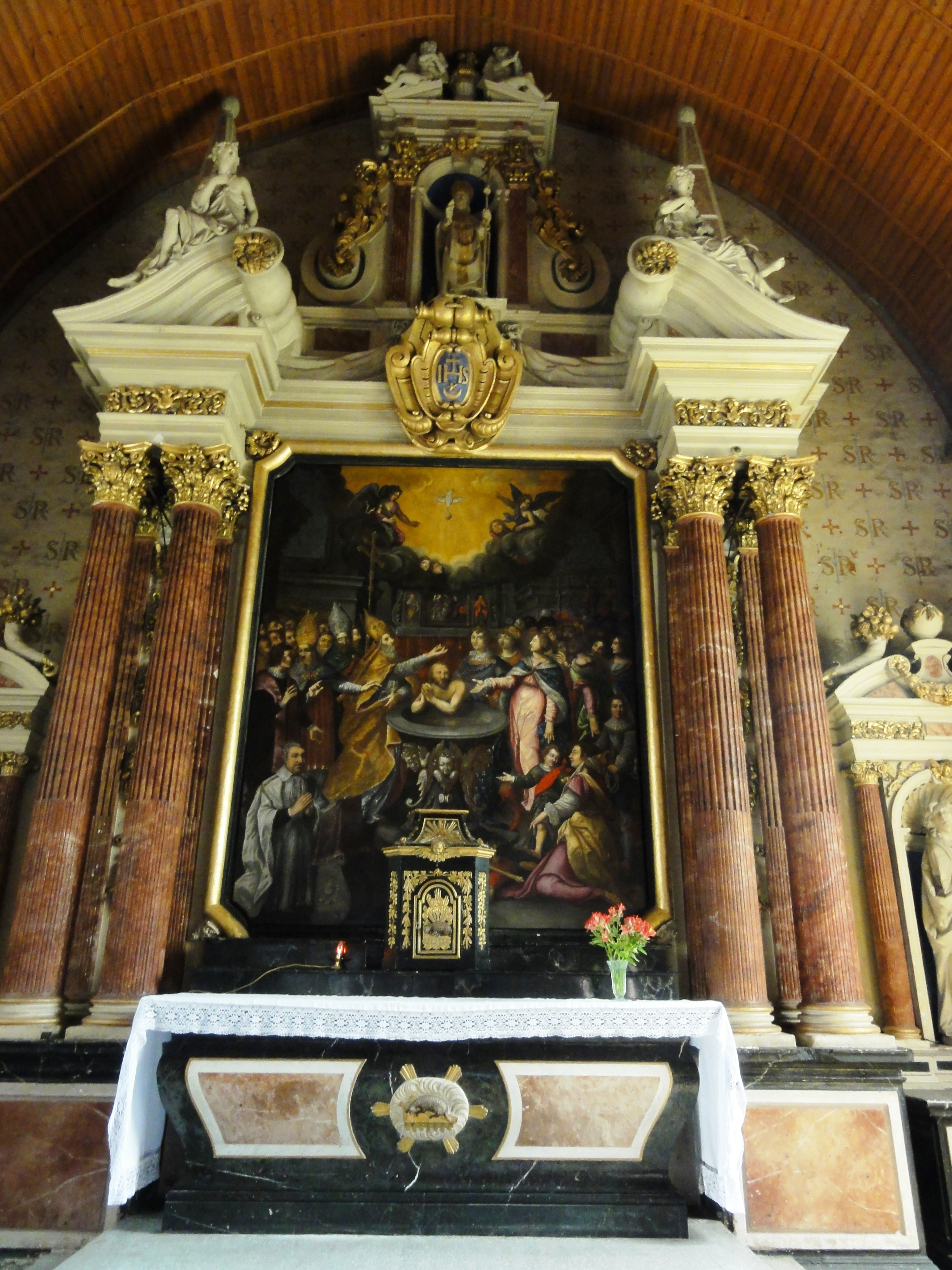
Retable du maître-autel avec tableau du baptême de Clovis.
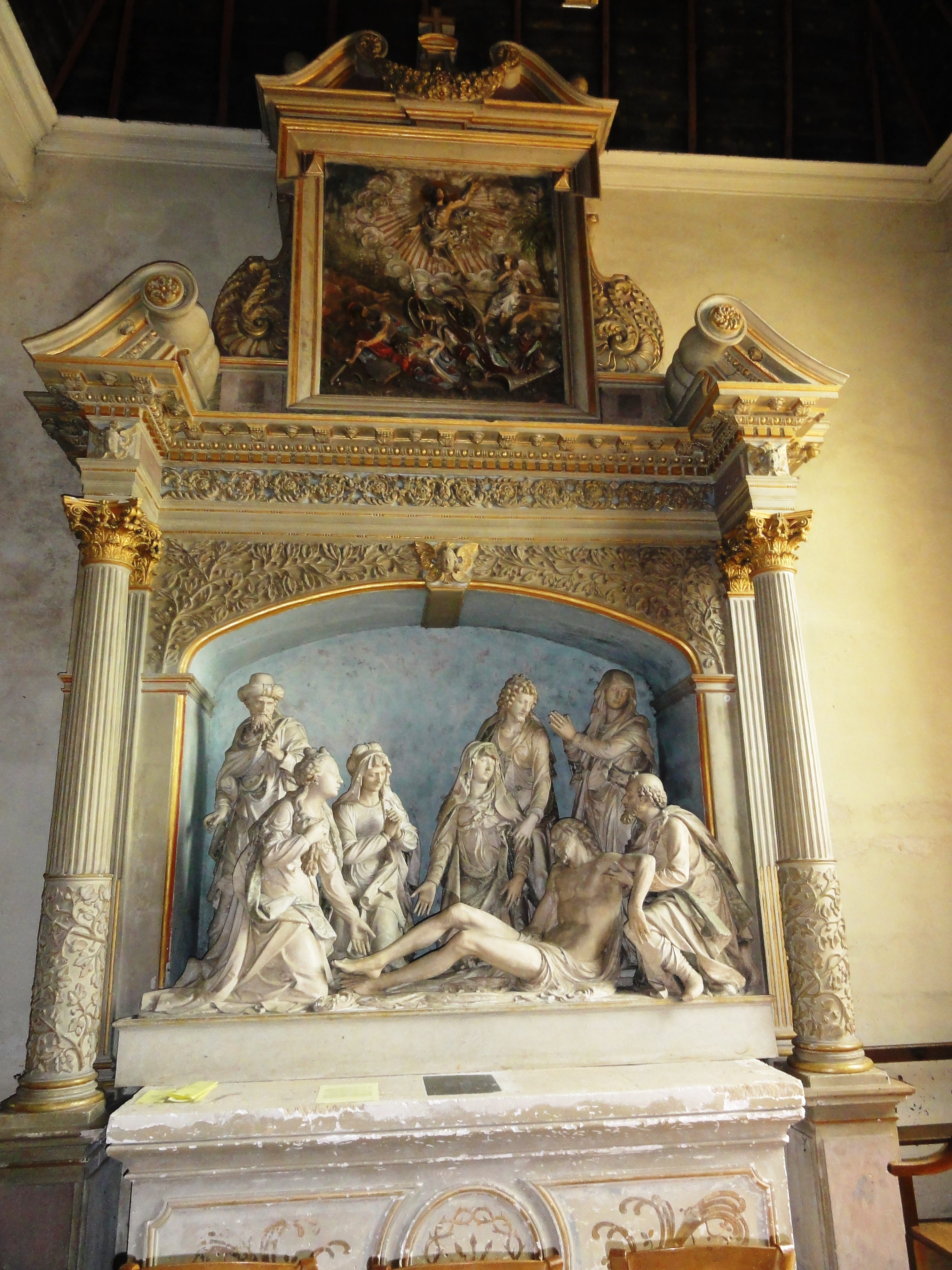
Chapelle latérale, retable de la mise au tombeau.
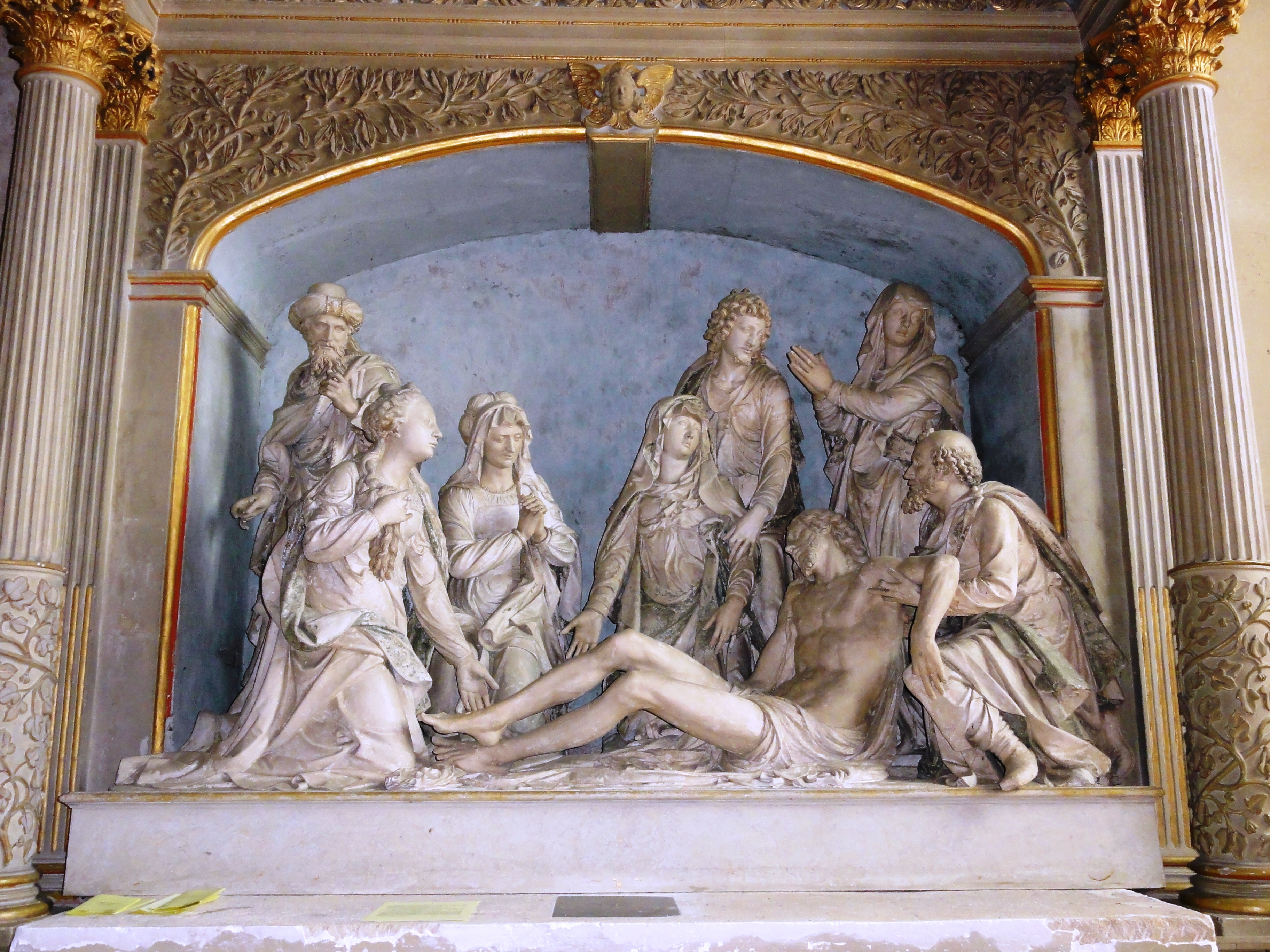
Sculpture de la mise au tombeau.
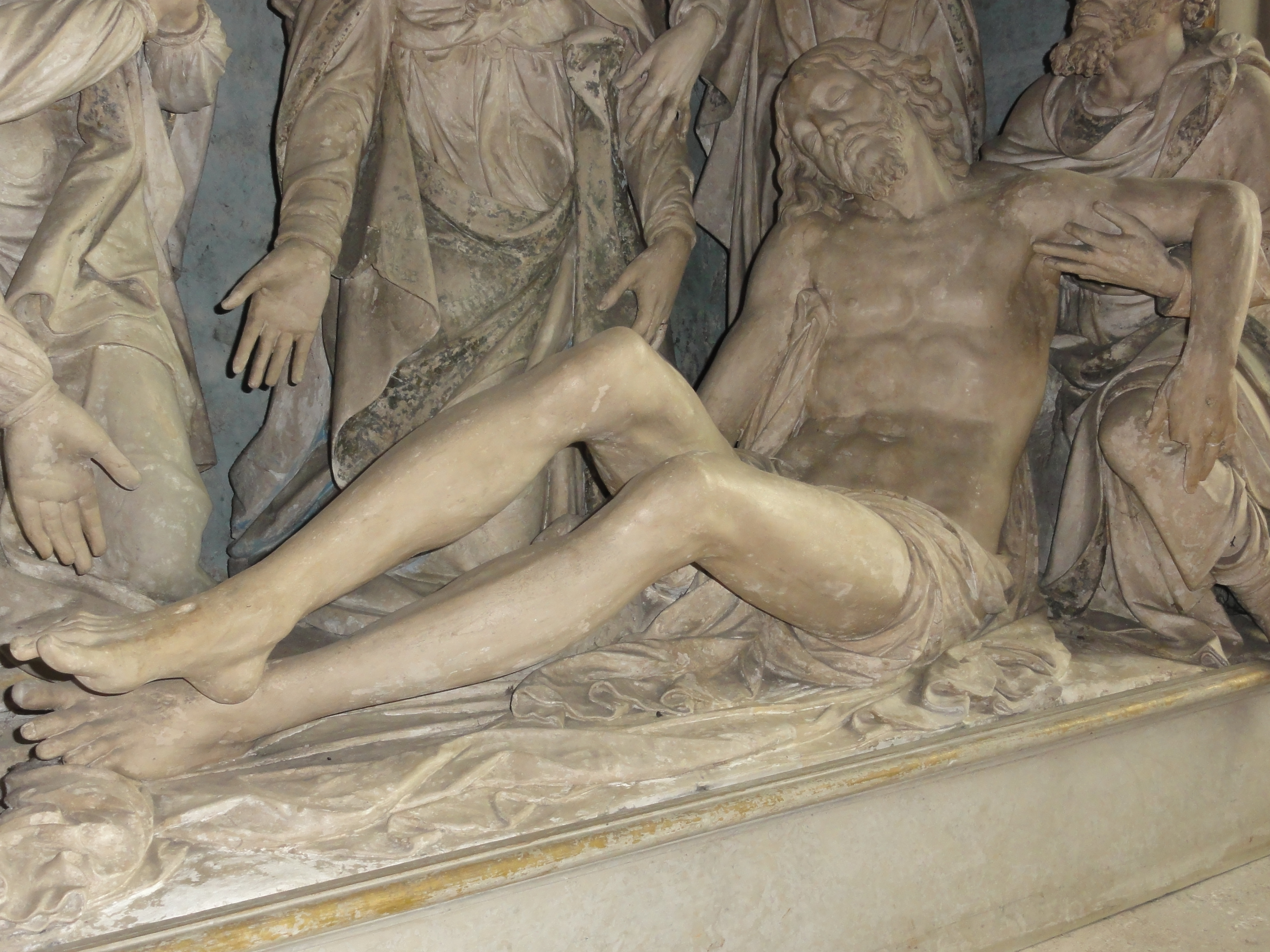
Sculpture de la mise au tombeau, détail.
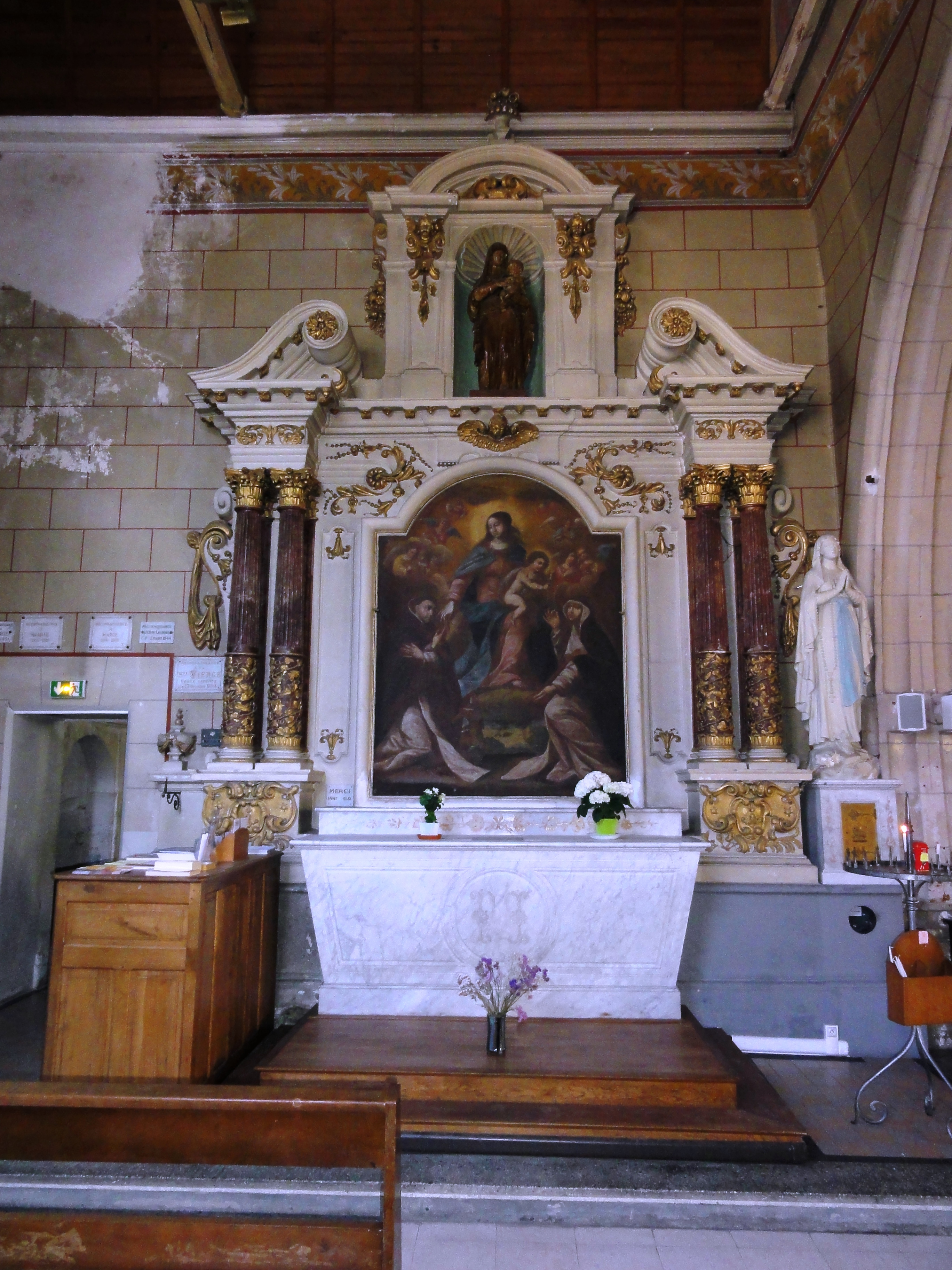
Chapelle nord, retable de la Sainte Vierge.
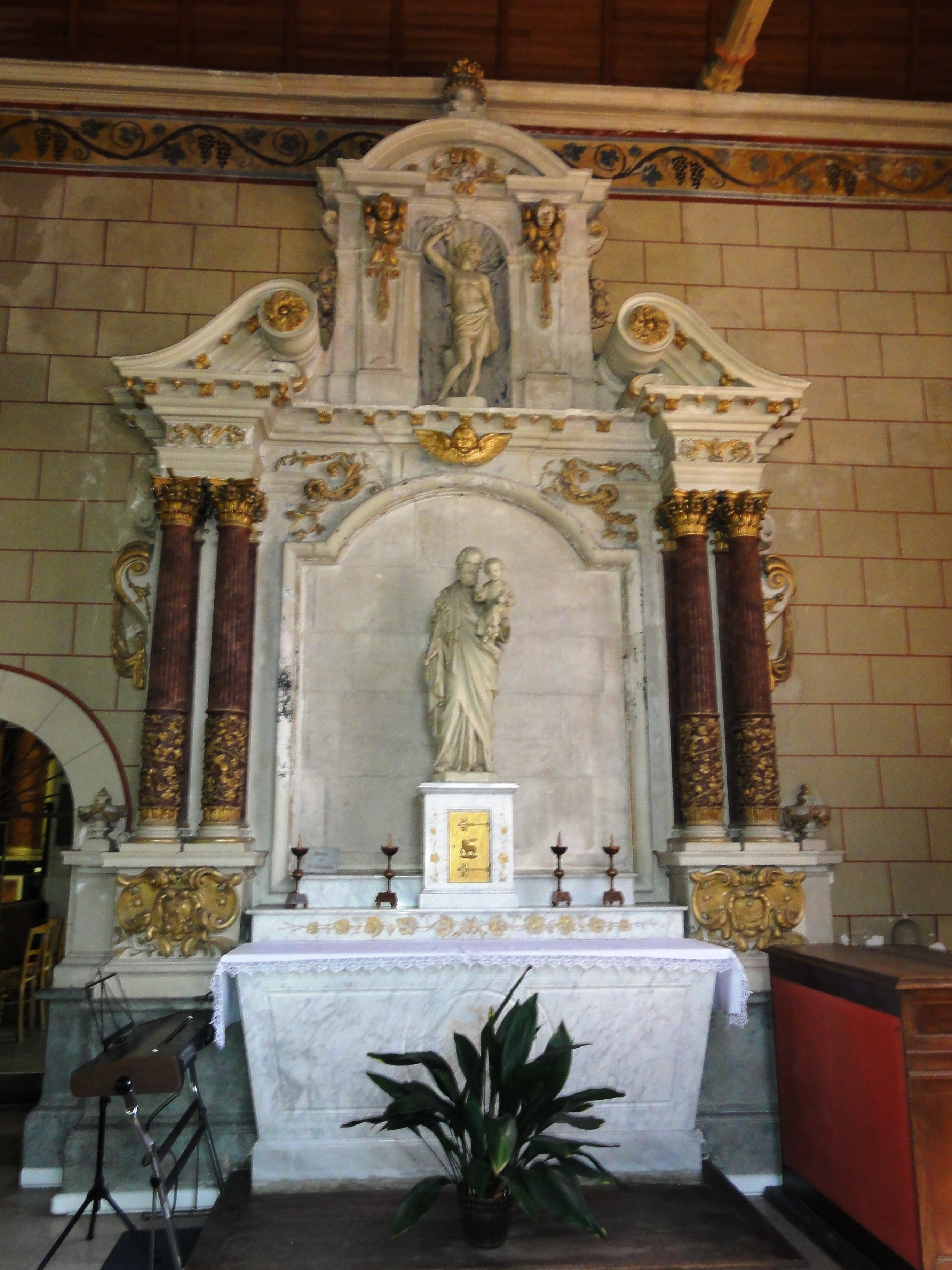
Chapelle sud, retable de saint Sébastien.

### Statues

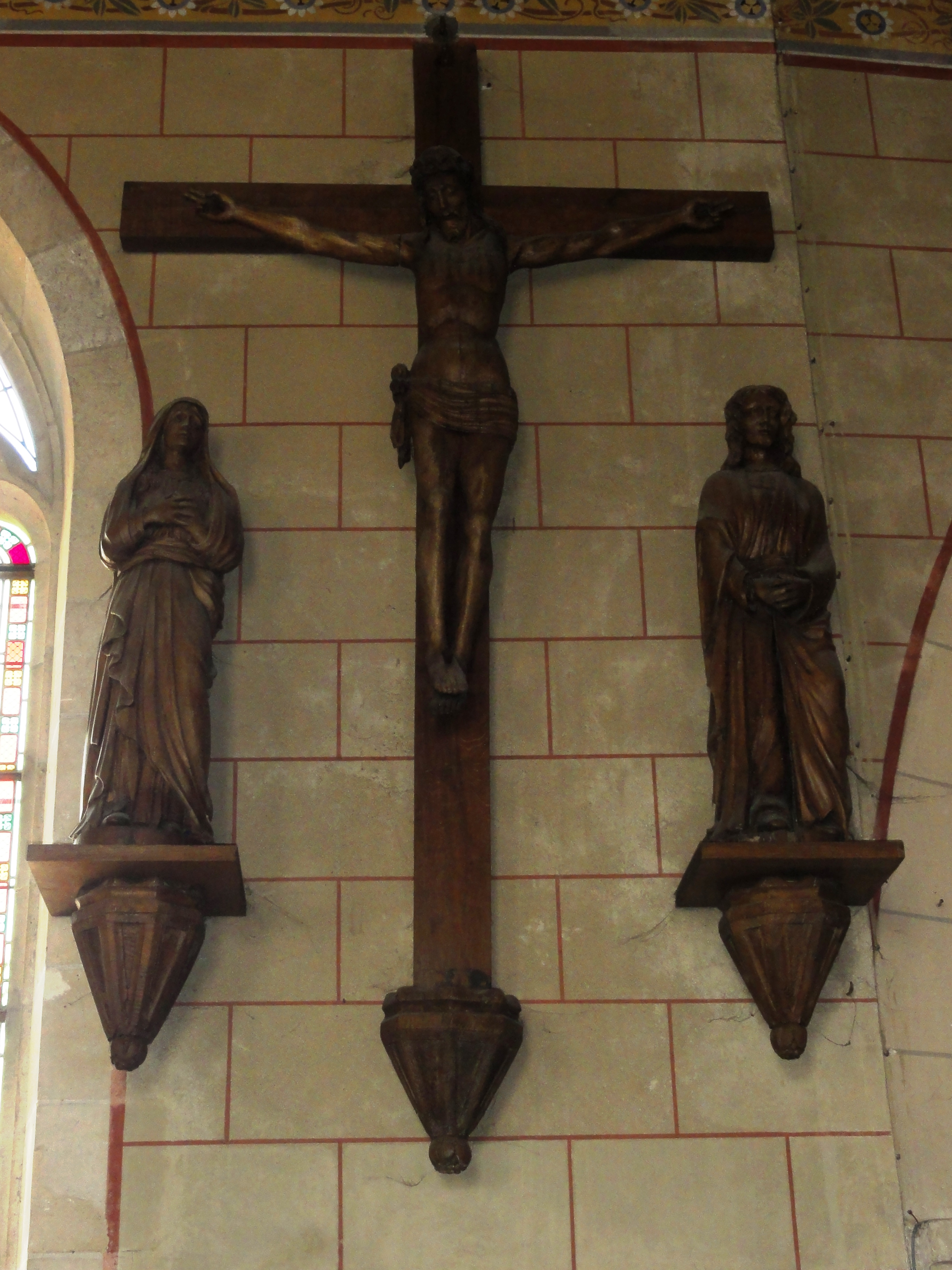
Le calvaire : le Christ, la Vierge et saint Jean.
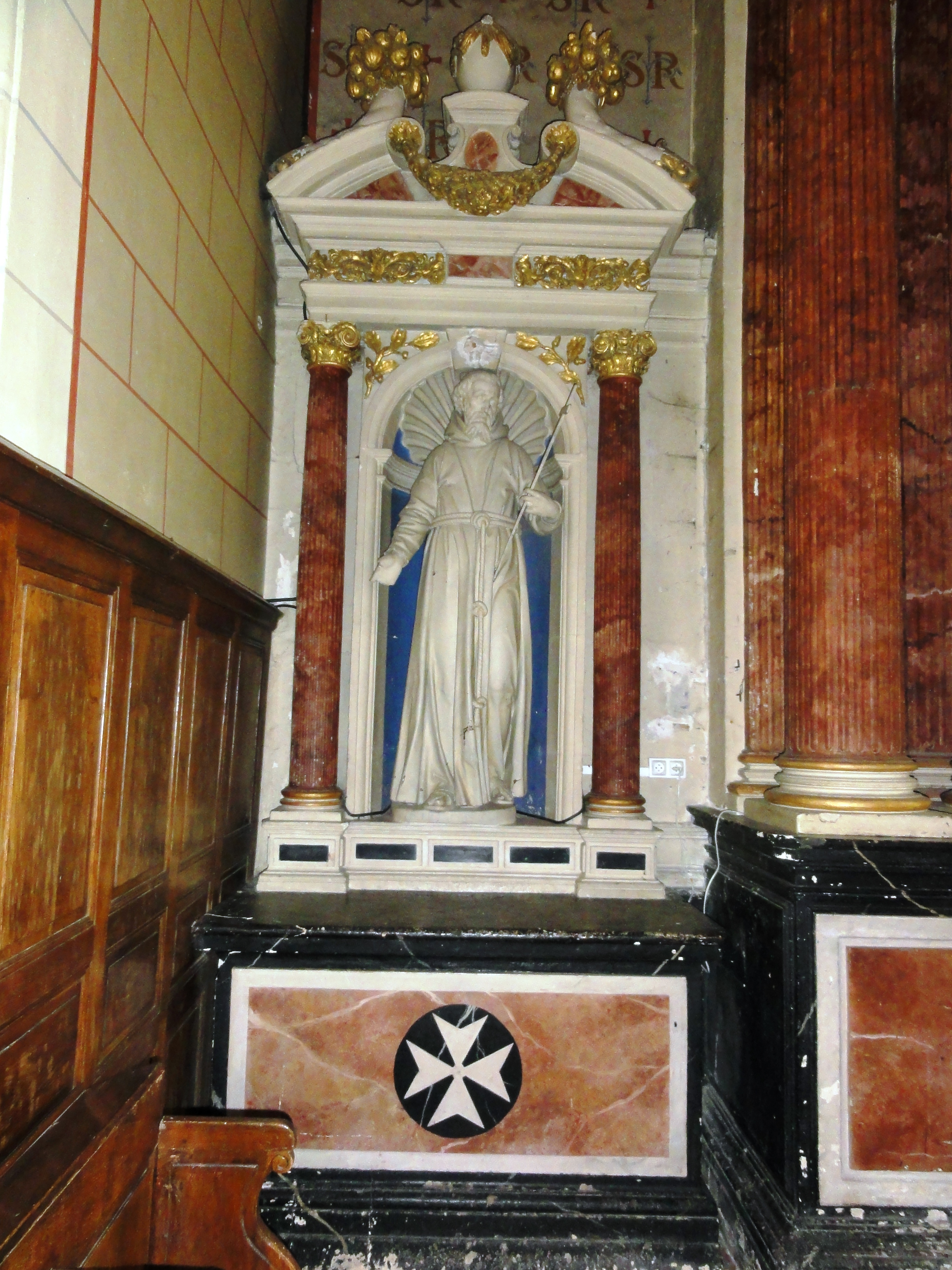
Statue de saint François d'Assise.
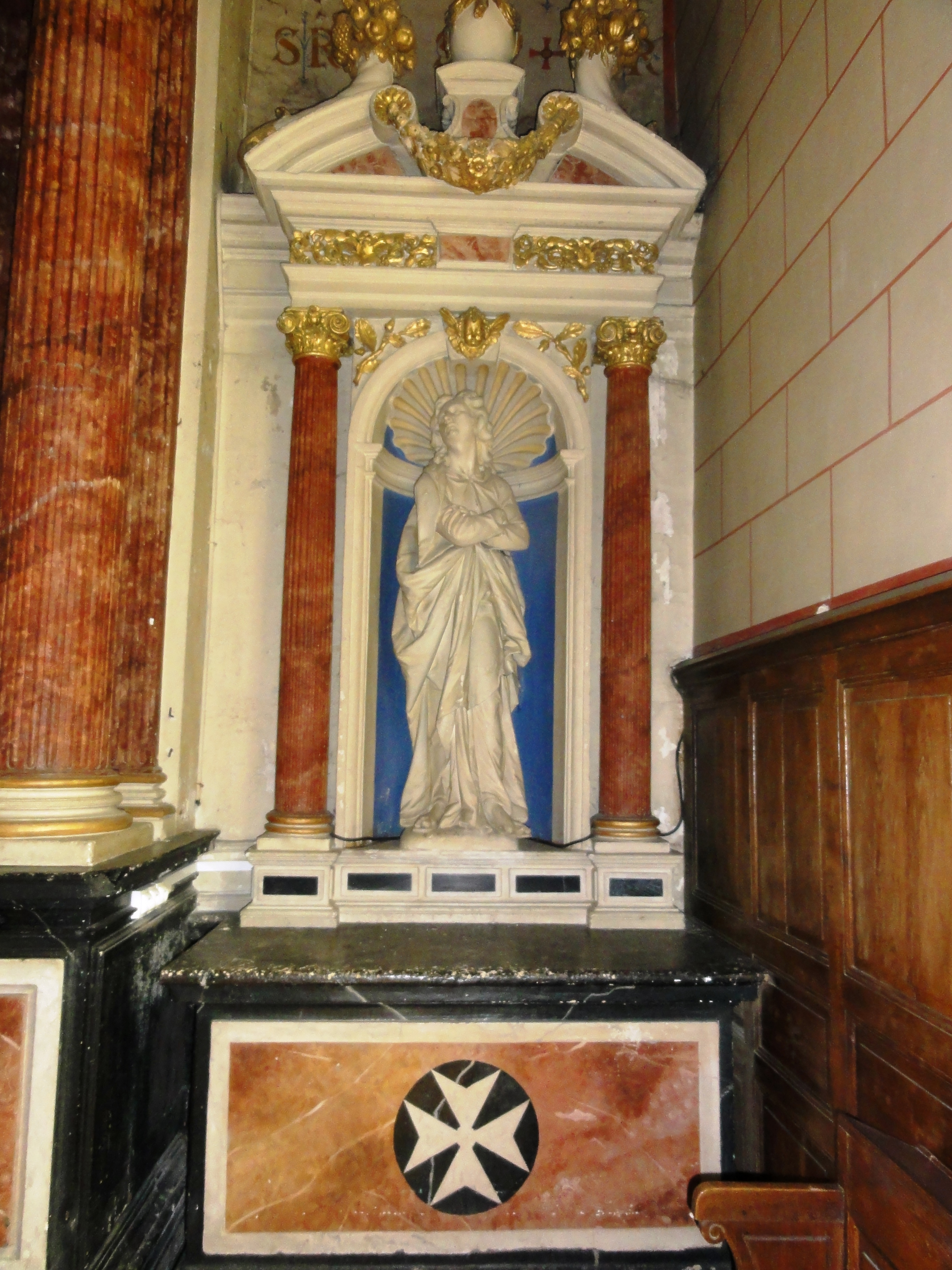
Statue de saint Jean l'Evangéliste.
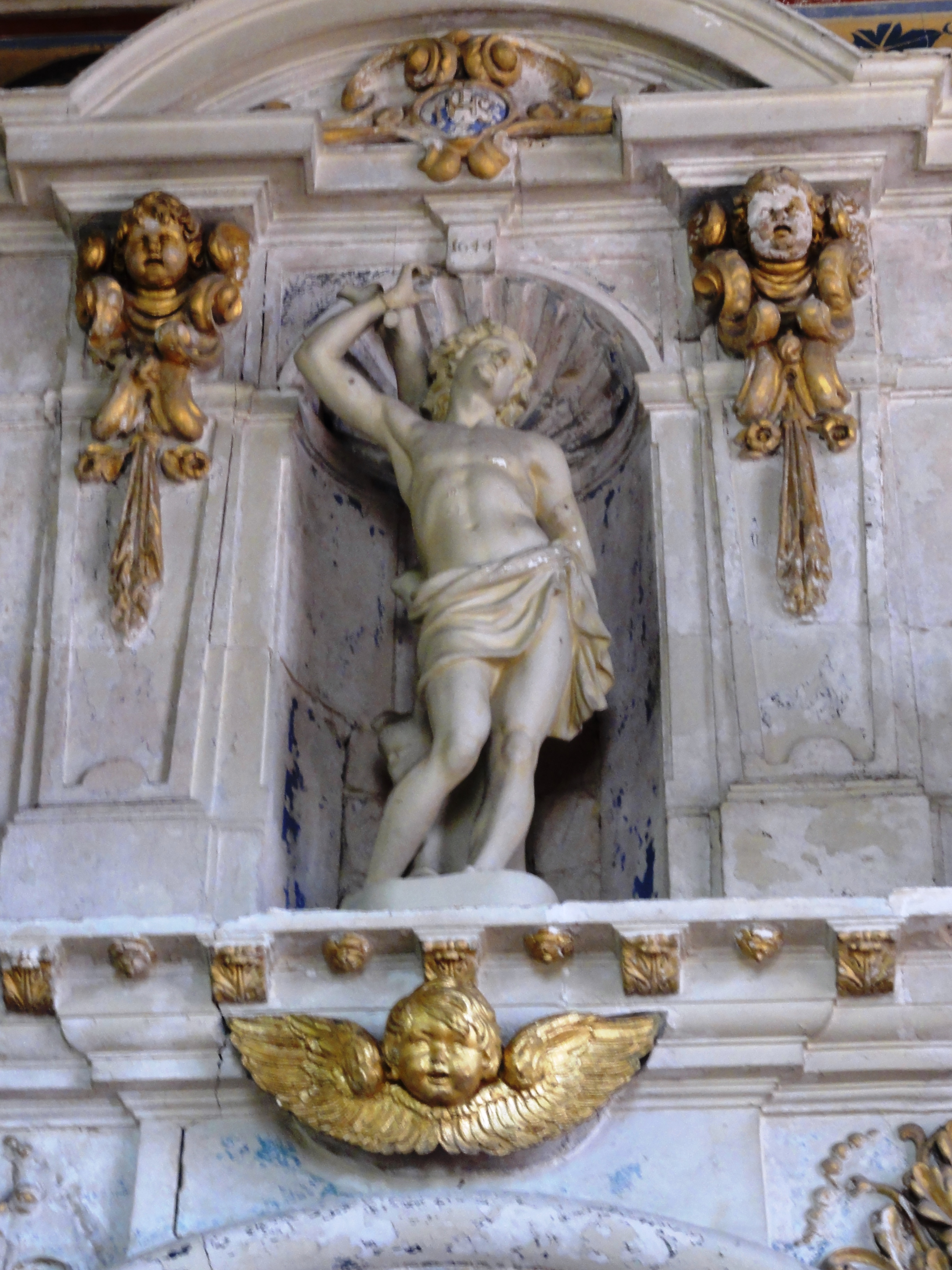
Statue de saint Sébastien.
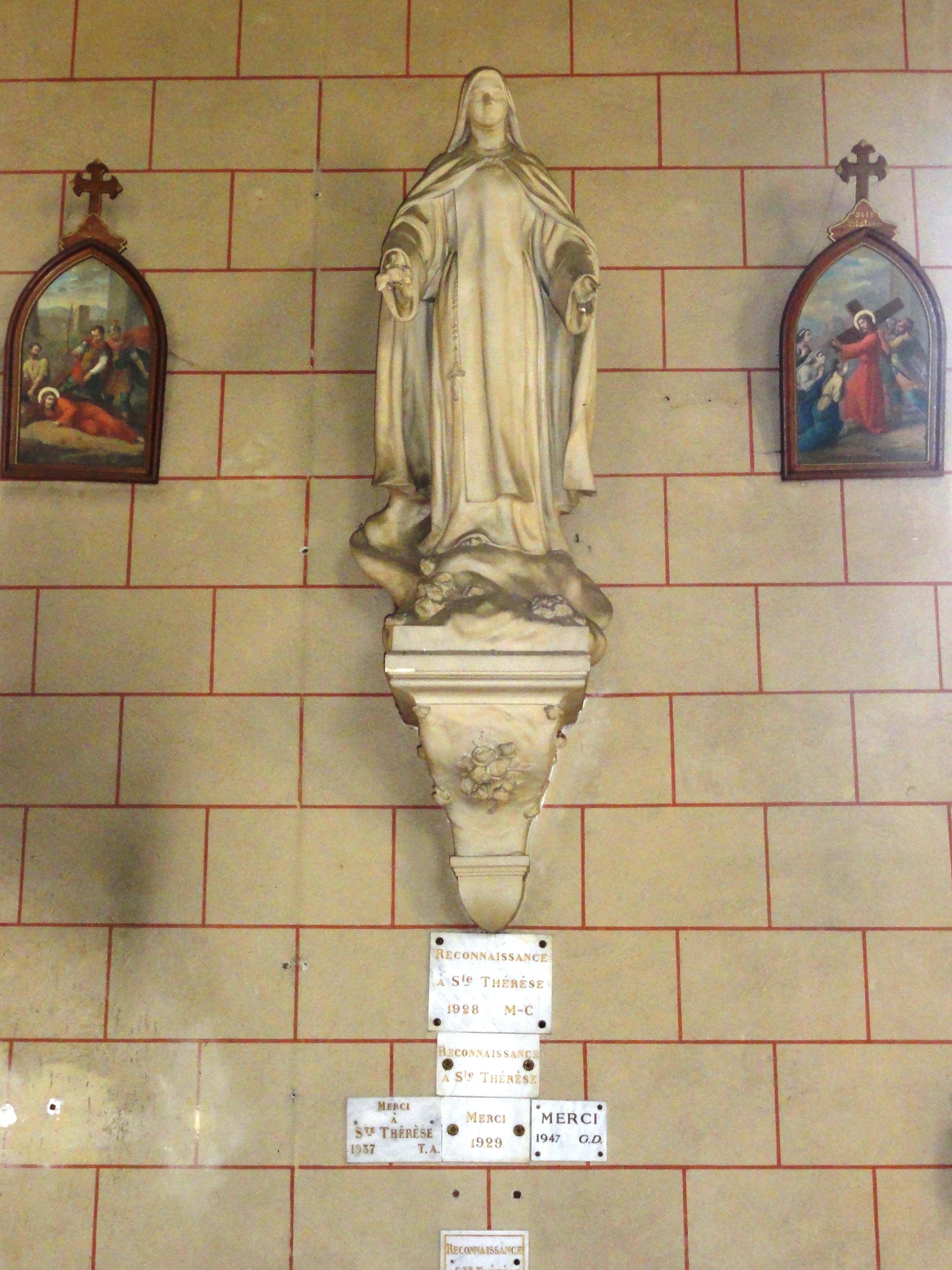
Statue de sainte Thérèse de Lisieux.